# Dwie godziny
Dwie godziny – pierwszy polski film fabularny (dramat obyczajowy) zrealizowany po zakończeniu II wojny światowej. Wyreżyserowany przez Stanisława Wohla film nie został jednak dopuszczony do rozpowszechniania. Ukończony w 1946, premierę miał po 11 latach – 9 grudnia 1957 roku. Oryginalna wersja filmu miała tytuł Od 9-tej do 11-tej i była na tyle inna od ostatecznej, że Ewa Szelburg-Zarembina poprosiła o usunięcie jej nazwiska jako autorki scenariusza.

## Opis fabuły
Akcja filmu toczy się w czasach powojennych. Bohaterami są osoby, które nie mogą zapomnieć dramatycznych przeżyć II wojny światowej. Należy do nich m.in. Marek wracający z narzeczoną do rodzinnego domu, który na jego miejscu zastaje ledwie ruiny. Poznajemy też szewca, który podczas wojny przebywał w obozie śmierci, a także jego kata – kapo Filipa. Żona Filipa, Marta, nie może pogodzić się z hańbą swego męża. Kiedy szewc rozpoznaje kapo, popełnia morderstwo.

## Obsada
- Jerzy Duszyński – Marek
- Barbara Fijewska – Fela
- Danuta Szaflarska – Weronika
- Hanna Skarżanka – Teresa
- Irena Krasnowiecka – Ira
- Władysław Hańcza – kapo Filip
- Wanda Łuczycka – szabrowniczka Marta
- Tadeusz Łomnicki – Kuba
- Mieczysław Milecki – doktor Brus
- Władysław Grabowski – Kaliciński
- Jacek Woszczerowicz – szewc Leon
- Stanisław Grolicki – barman w „Kolorowej”
- Józef Węgrzyn – Amadeusz Ordoni
- Aleksander Zelwerowicz – staruszek
- Hanka Bielicka – sąsiadka Marty
- Barbara Drapińska – dziewczyna witająca żołnierzy
- Stefan Śródka – brat Kuby
- Barbara Rachwalska, Maria Kaniewska – kobiety na dworcu
- Czesław Piaskowski – żołnierz w samochodzie
- Zdzisław Lubelski – handlarz w „Kolorowej”
- Helena Puchniewska(inne języki) – damulka w „Kolorowej”
- Andrzej Łapicki – towarzysz damulki w „Kolorowej”
- Kazimierz Pawłowski(inne języki) – gach Feli
- Stanisław Łapiński – znajomy handlarza zaczepiający Weronikę w „Kolorowej”
- Ryszarda Hanin – pielęgniarka
- Władysław Dewoyno

Fotosy z filmu
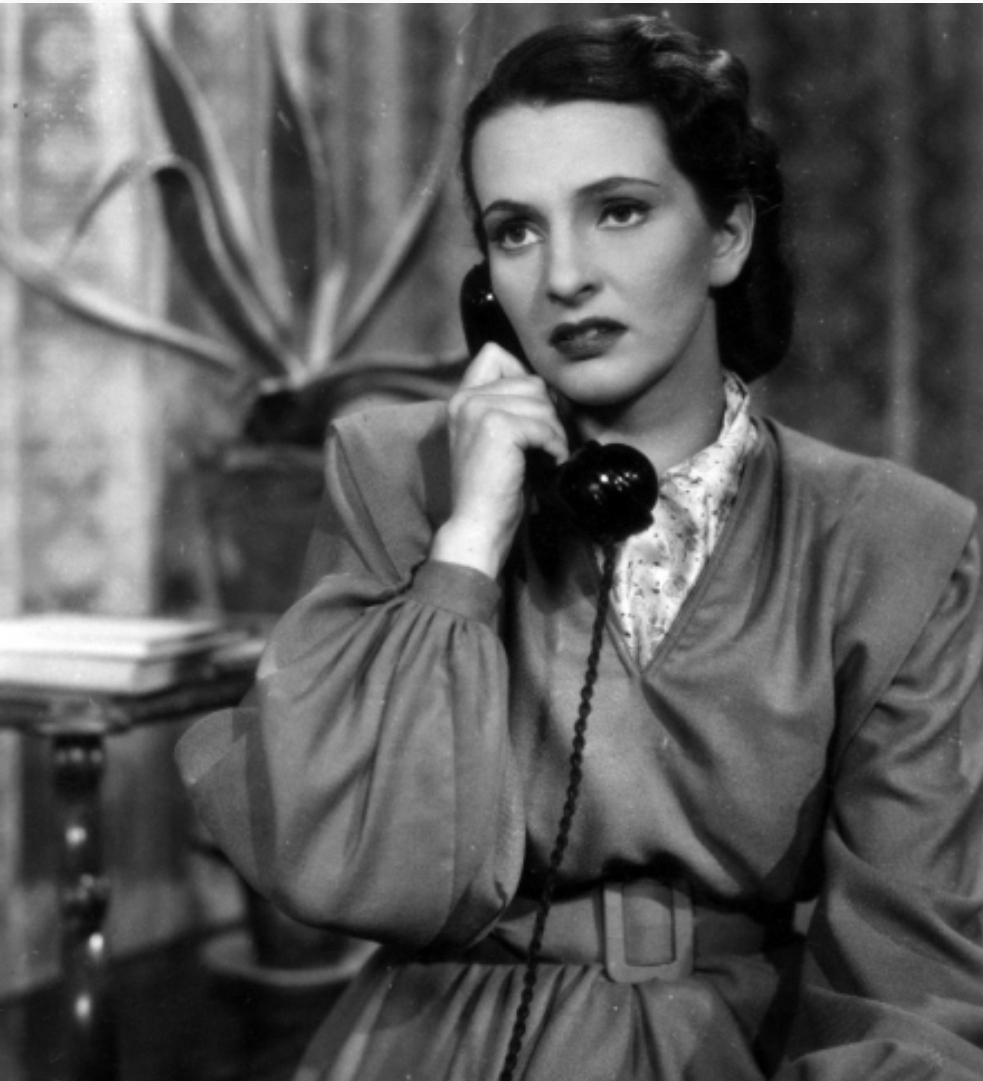
Hanna Skarżanka (Teresa)
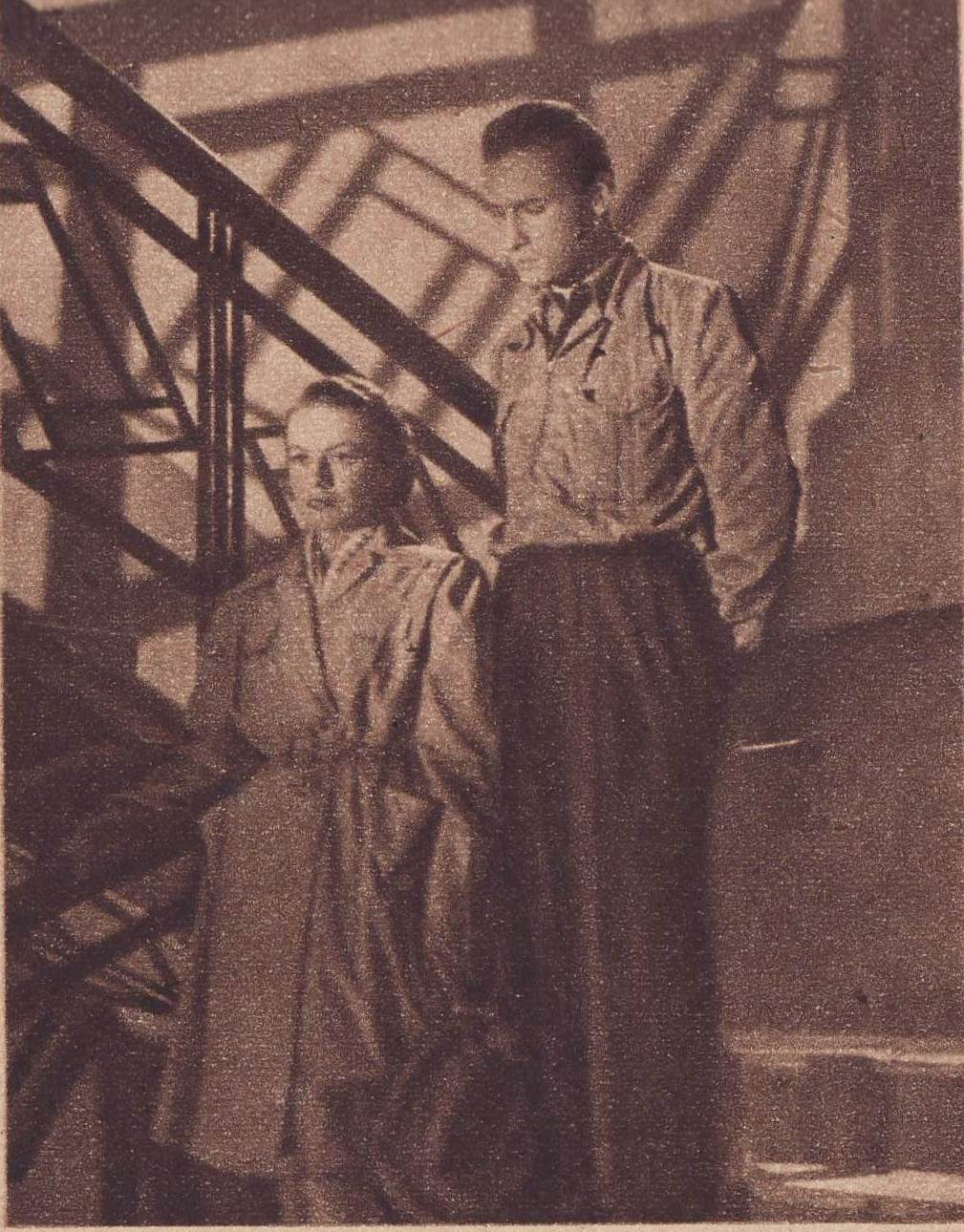
Jerzy Duszyński (Marek) i Danuta Szaflarska (Weronika)
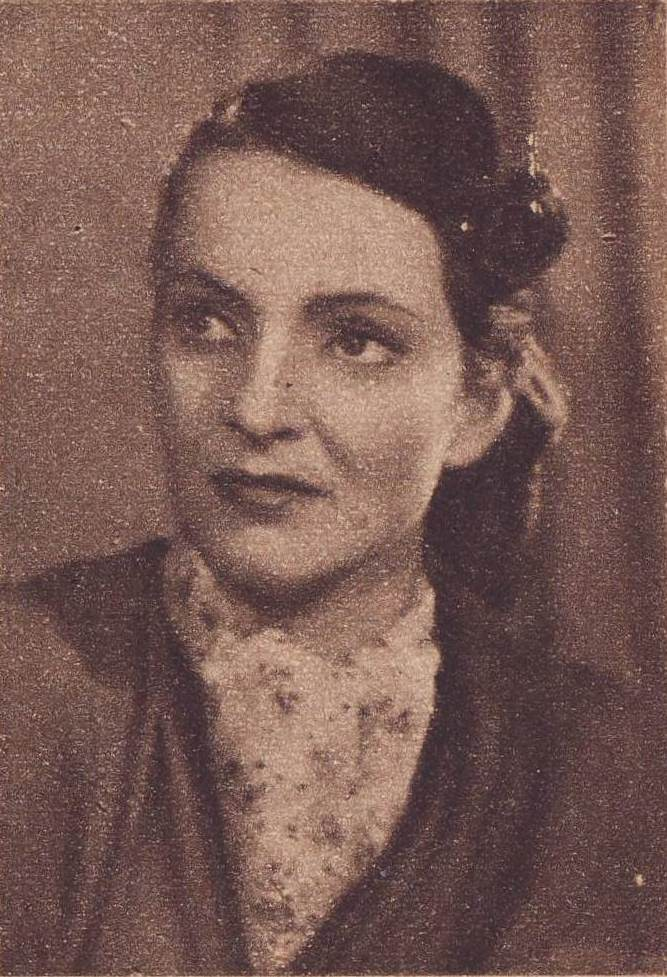
Hanna Skarżanka (Teresa)
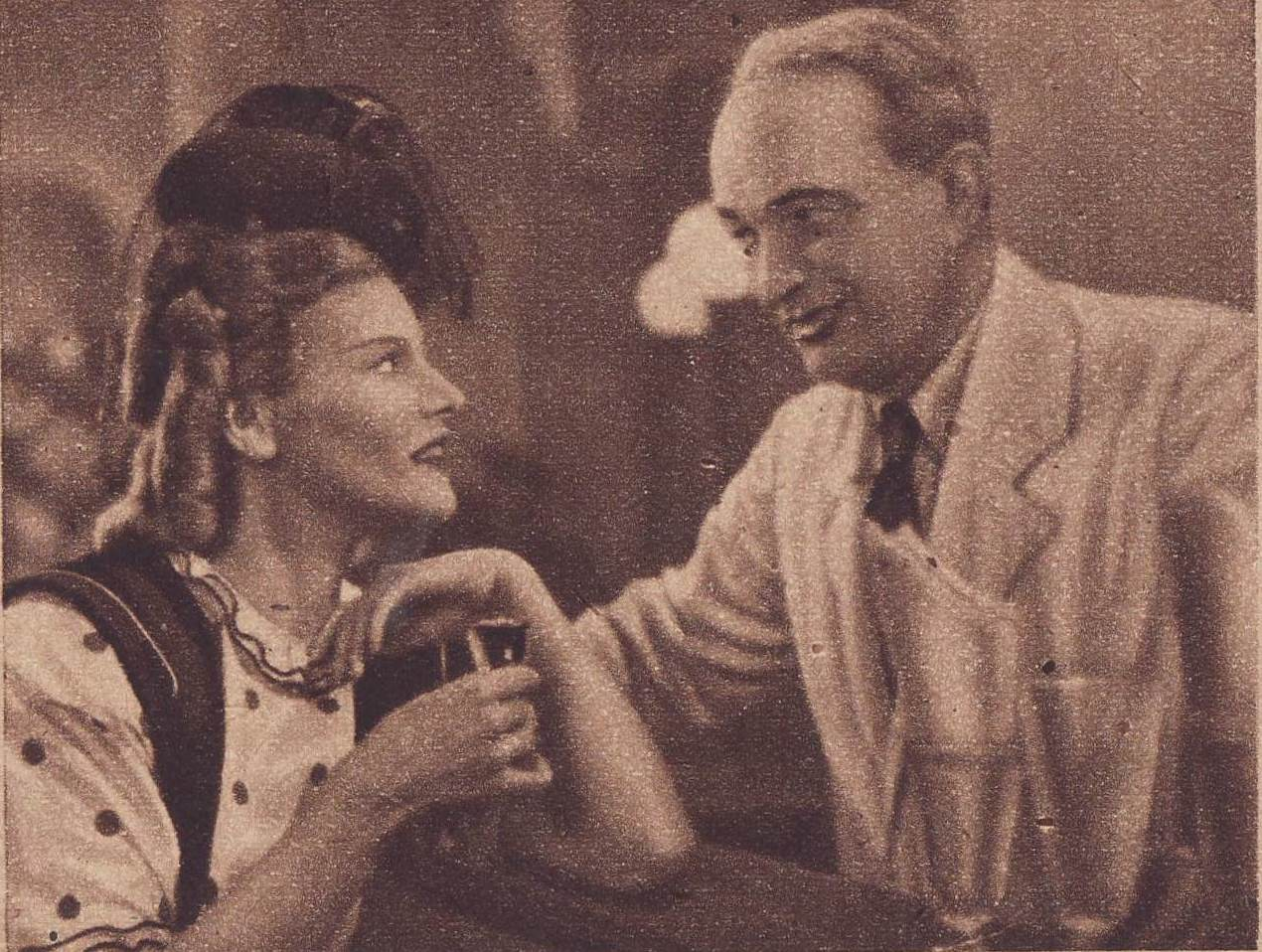
Irena Krasnowiecka (Ira) i Stanisław Grolicki (barman)
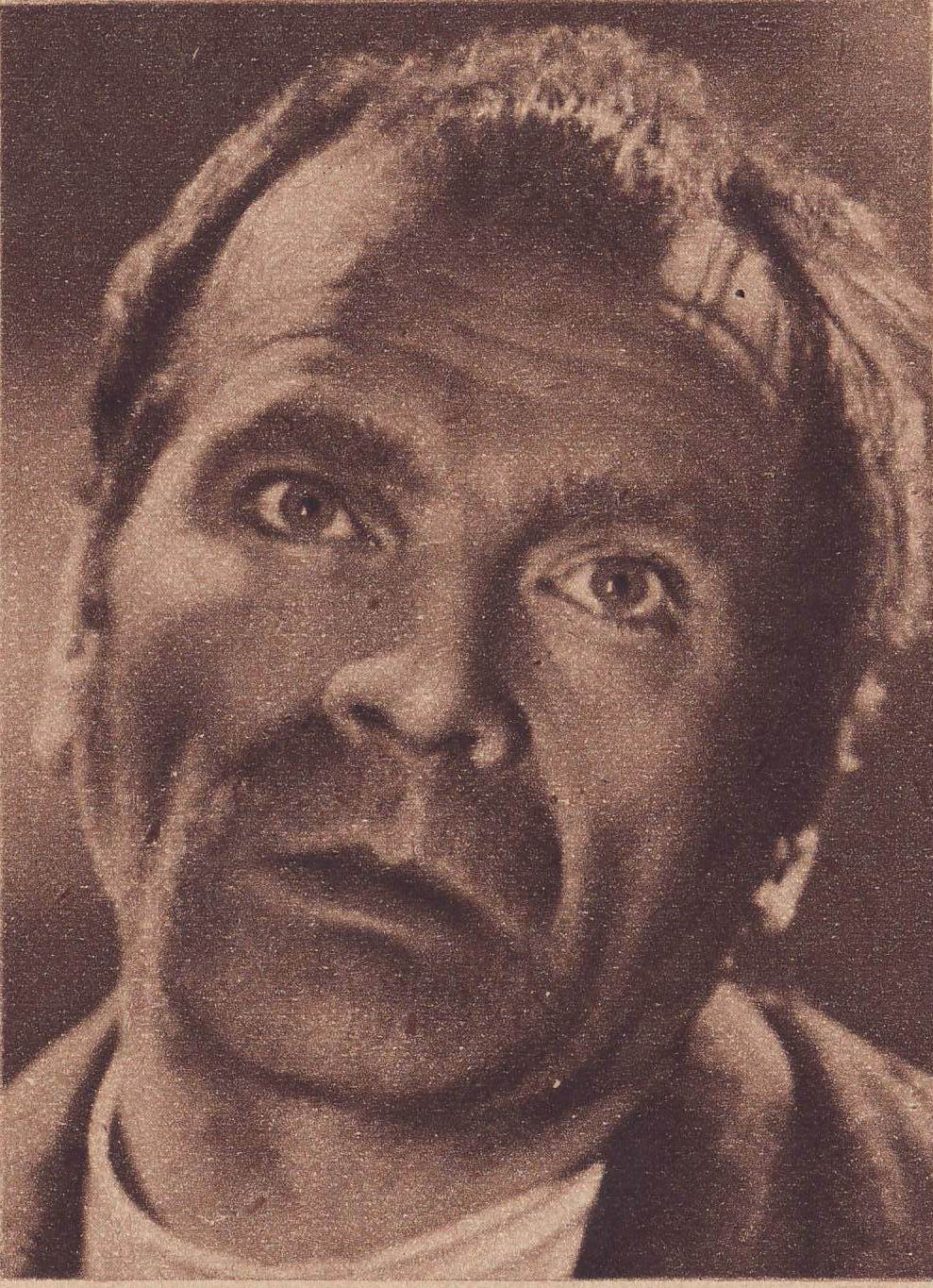
Jacek Woszczerowicz (szewc Leon)
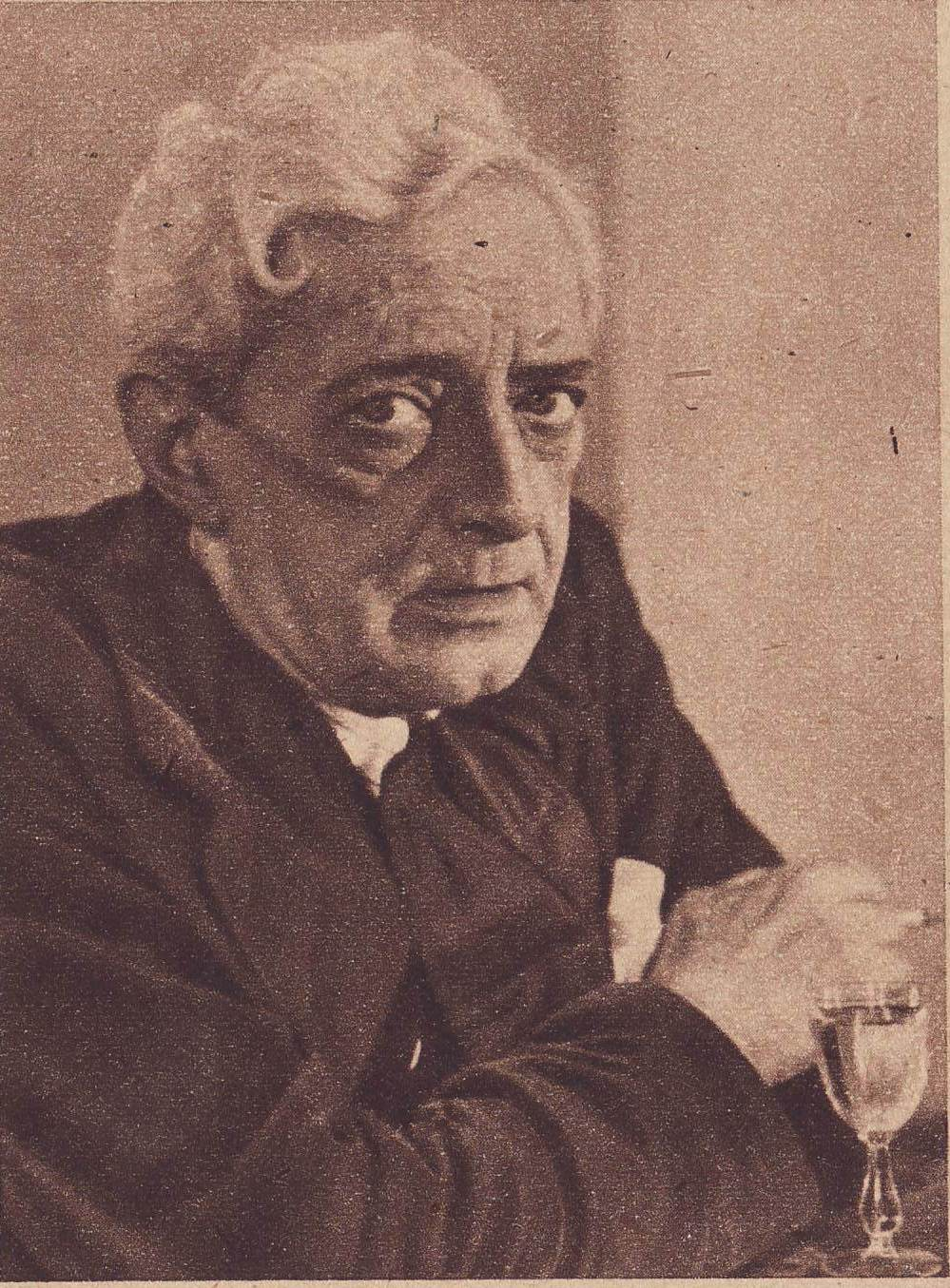
Józef Węgrzyn (Amadeusz Ordoni)
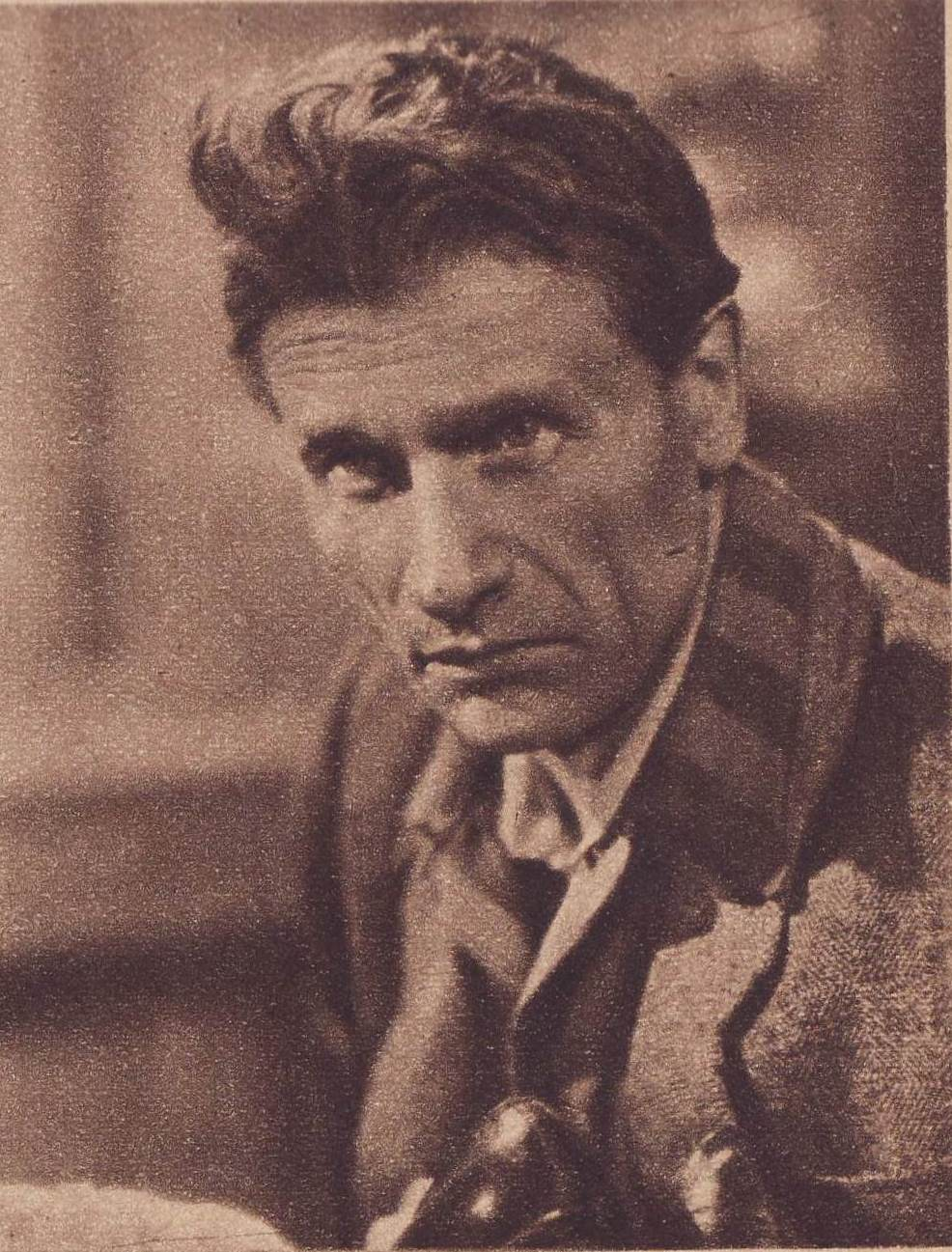
Władysław Hańcza (kapo Filip)
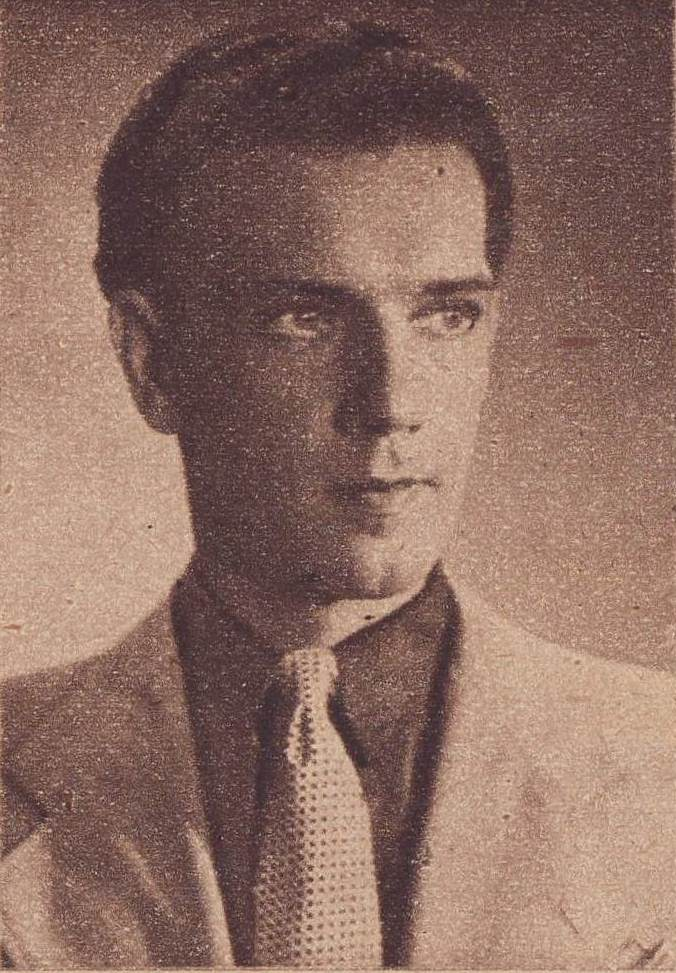
Mieczysław Milecki (doktor Brus)
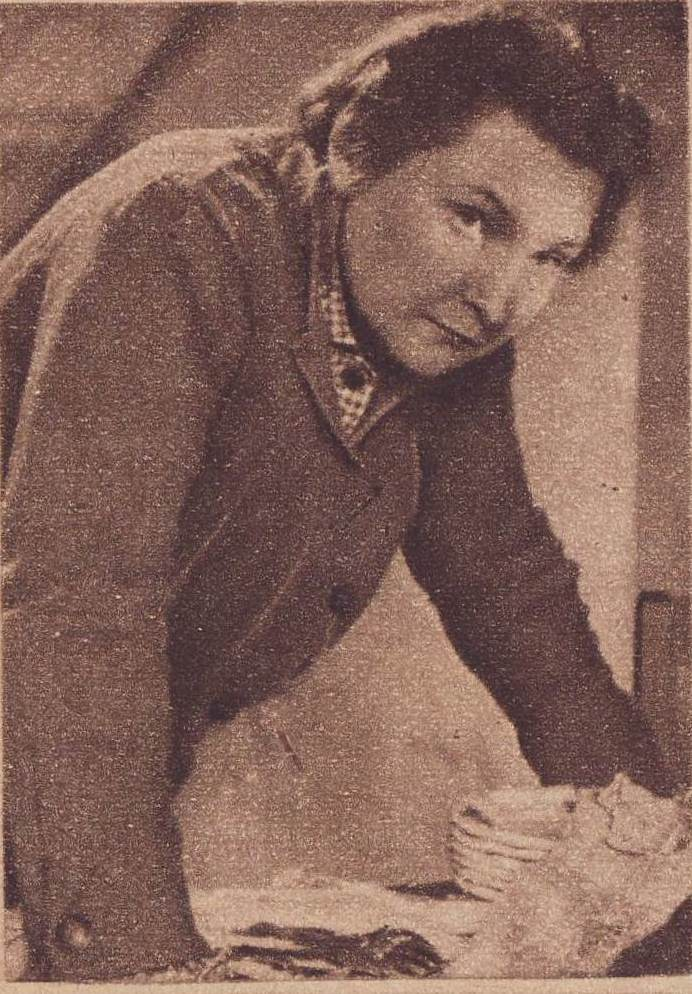
Wanda Łuczycka (szabrowniczka Marta)
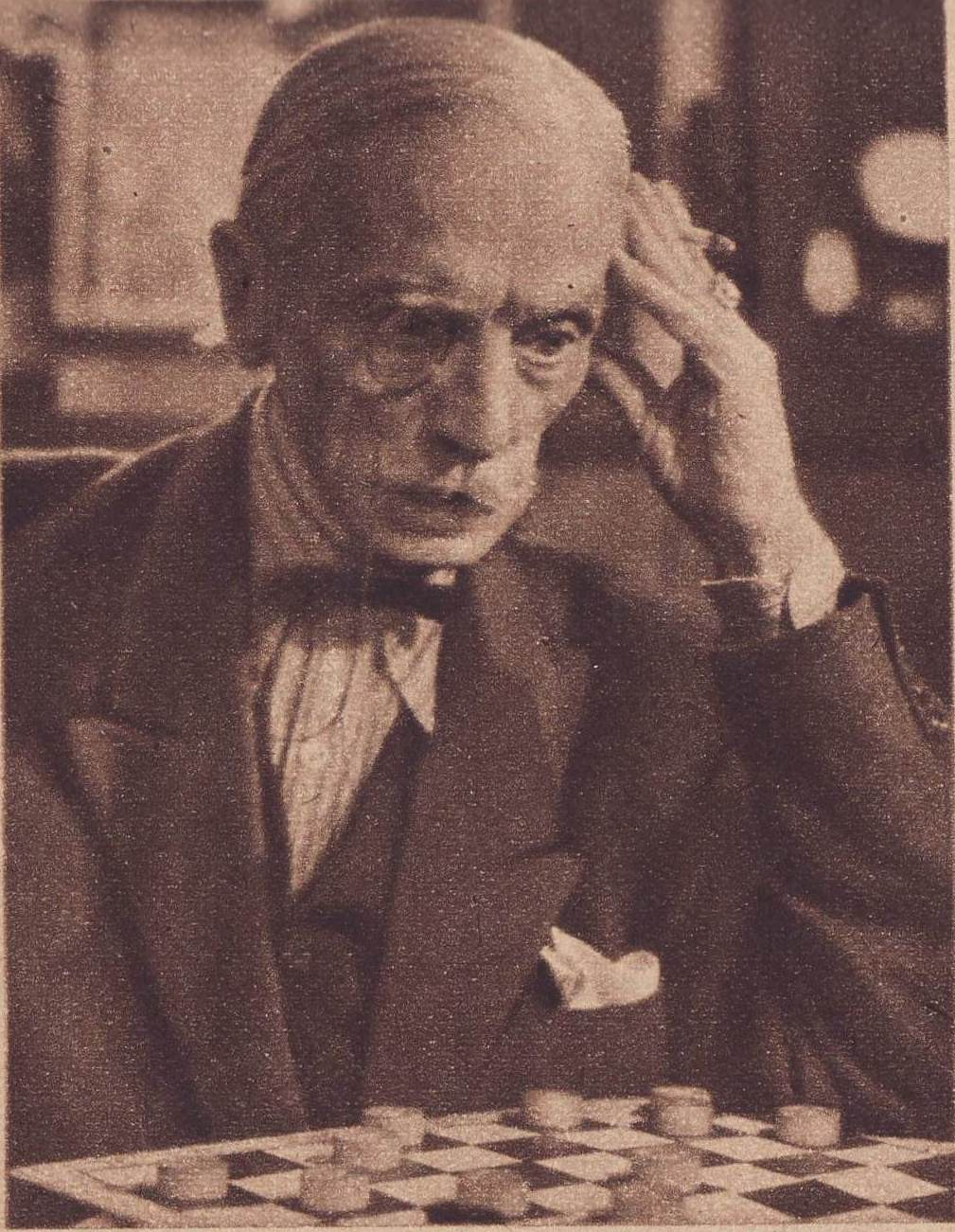
Władysław Grabowski (Kaliciński)
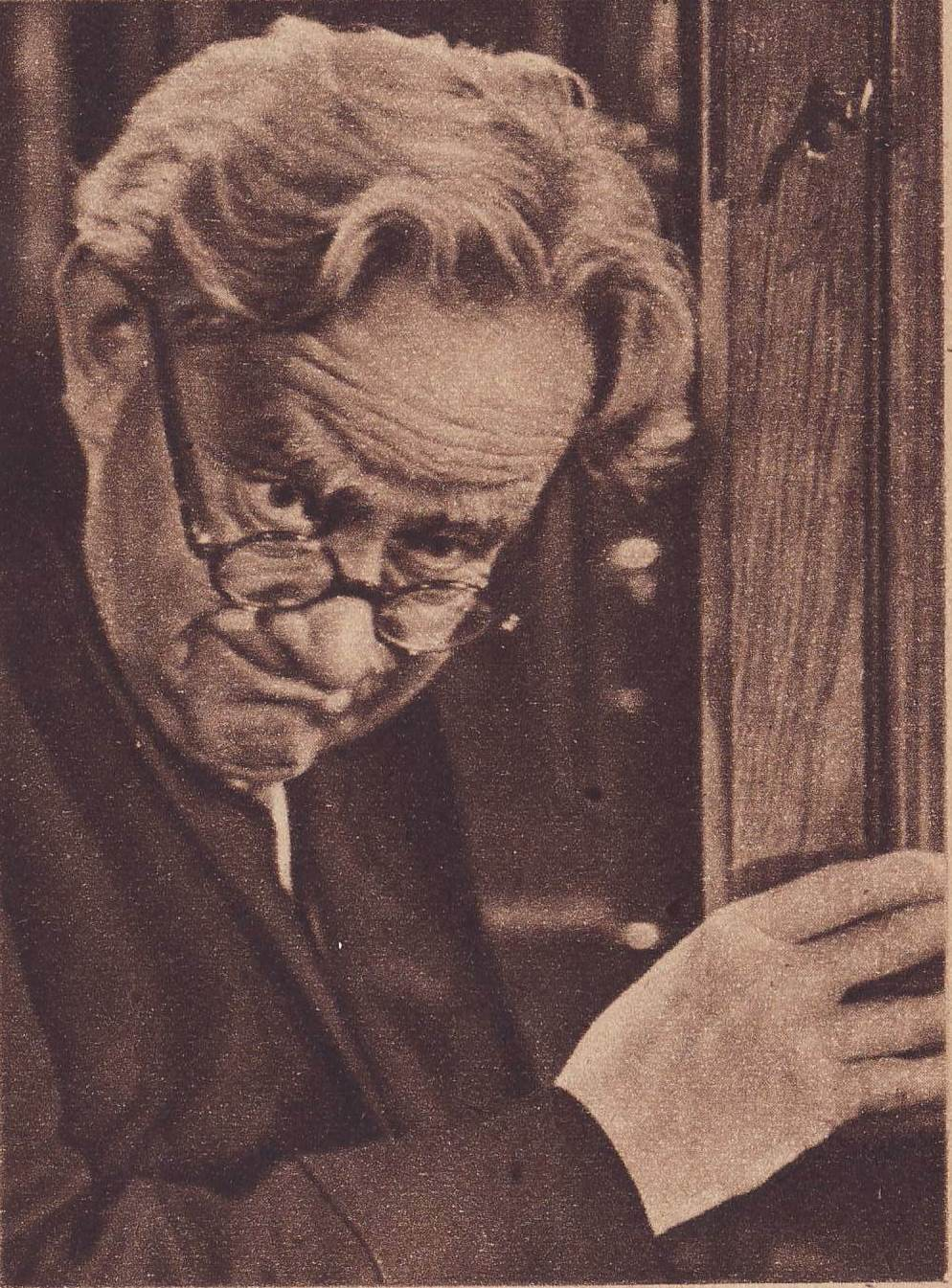
Aleksander Zelwerowicz (staruszek)